# ゆっくりおダイエット
『ゆっくりおダイエット』はNHKの「ドラマ新銀河」で1994年6月13日から7月18日まで放送されたテレビドラマ。原作は沼野正子の「私のゆっくりおダイエット―さよならサイズ17号」。全20話。

## あらすじ
ひろ子は49歳の平凡な主婦。ある日ひろ子は高校時代の同窓会に参加し、当時の憧れの人だった倉橋との再会を喜ぶが、この日ひろ子は窮屈でサイズが合わないスーツを無理やり着ていた為に、運悪く倉橋の目の前でひろ子のスーツがはち切れて破けてしまった。この大失態を機に、ひろ子はダイエットをする事を決意する。

## キャスト
中山ひろ子
演 - 宮本信子　
高橋たみ子
演 - 草笛光子
中山智史
演 - 早川亮
中山幸司
演 - 横尾建太朗
倉橋五郎
演 - 浜畑賢吉
福井課長
演 - 中丸新将
松永課長
演 - 竹本和正　
三浦
演 - 佐藤恵利
寺田
演 - 大石源吾
大沢課長
演 - 石井愃一
深町
演 - 川添法臣
神崎
演 - 阿部サダヲ
外商部員
演 - 竹島博志
中山正則
演 - 菅原文太　
玲子
演 - 夏川結衣
その他
演 - 中島啓江、野川由美子、山田侑磨、足立建夫

## 主題歌
- 「はだしの果実」大城光恵[1]

## スタッフ
- 脚本 - 香取真理[1]
- 音楽 - 渡辺俊幸[1]
- 演奏 - コンセール・レニエ
- 制作統括 - 浅野加寿子[1]
- 美術 - 足立正美[1]
- 音響効果 - 林幸夫[1]
- 技術 - 三島泰明[1]
- 編集 - 横山洋子
- 記録 - 石川真紀子
- 撮影 - 牛尾信重
- 音声 - 坂本好和
- 照明 - 竹内信博
- 映像技術 - 有吉一幸
- 演出 - 田村文孝[1]